# فرودگاه وینرایت (فیلد۲۱)
فرودگاه وینرایت (فیلد۲۱) (به انگلیسی: Wainwright/Wainwright (Field 21) Airport) (به زبان بومی: CFB Wainwright) یک فرودگاه نظامی است که یک باند فرود آسفالت دارد و طول باند آن ۲۲۴۰ متر است. این فرودگاه در کشور کانادا قرار دارد و در ارتفاع ۶۹۰ متری از سطح دریا واقع شده است.